# Milagro (gruppo musicale)
Milagro è un duo musicale italiano, più precisamente emiliano, composto da Antonio Capolupo (Baden, Svizzera, 22 agosto 1974) chitarrista e produttore artistico dell'album e Francesco Cavazzuti (Carpi, 15 ottobre 1980), cantante e chitarrista.

## Carriera
Nel 2007 pubblicano il loro primo album Dieci gocce di veleno.
Nel 2008 si presentano al Festival di Sanremo nella categoria "Giovani" col brano Domani, raggiungendo la finale.
Il 29 febbraio 2008 viene ripubblicato l'album d'esordio in una nuova edizione, contenente anche il brano presentato a Sanremo.

## Discografia

### Album
- 2007 - Dieci gocce di veleno (ristampato nel 2008 con l'aggiunta del brano sanremese e un secondo inedito)

### Singoli
- 2007 - Ogni Notte
- 2008 - Domani
- 2008 - Le scelte importanti
- 2008 - Dieci Gocce di Veleno